# Ло Сбаркатело (Гросето)
Ло Сбаркатело је насеље у Италији у округу Гросето, региону Тоскана.
Према процени из 2011. у насељу је живело 6 становника. Насеље се налази на надморској висини од 27 м.